# 暮戸町
暮戸町（くれどちょう）は、愛知県岡崎市の町名。8の小字が設置されている。

## 地理
岡崎市西部に位置し、東は矢作町・北本郷町、西は西本郷町・宇頭町、南は東本郷町、北は東大友町に接する。

### 字一覧
出典 : 
- 赤池（あかいけ）
- 北川畔（きたかわぐろ）
- 流レ（ながれ）
- 南川畔（みなみかわぐろ）
- 宮岸（みやぎし）
- 元社口（もとしゃぐち）
- 葭野（よしの）
- 蓮代（れんだい）

## 世帯数と人口
2019年（令和元年）8月1日現在の世帯数と人口は以下の通りである。
| 町丁   | 世帯数  | 人口  |
| ------ | ------- | ----- |
| 暮戸町 | 108世帯 | 277人 |

## 小・中学校の学区
| 字・番地・区域等 | 小学校               | 中学校             | 高等学校 |
| ---------------- | -------------------- | ------------------ | -------- |
| 全域             | 岡崎市立矢作東小学校 | 岡崎市立矢作中学校 | 三河学区 |

## 歴史
碧海郡暮戸村を前身とする。

### 町名の由来
水門を意味する「呉渡」によるとも、住民が盗難を恐れて日没に戸を閉じていたことによるとも言われている。

### 沿革
- 1889年（明治22年）10月1日 - 町村制施行に伴い、碧海郡本郷村大字暮戸となる[7][8]。
- 1906年（明治39年）5月1日 - 合併に伴い、矢作町大字暮戸となる[7][9]。
- 1955年（昭和30年）4月1日 - 岡崎市へ編入し、同市暮戸町となる[7][9]。

## 施設

岡崎市立矢作中学校

納豆メーカー、山下食品の本社

- 岡崎市立矢作中学校
- 岡崎市消防本部西消防署
- 暮戸神社
- 山下食品[10]

## 交通
- 国道1号
- 愛知県道26号岡崎環状線

## その他

### 日本郵便
- 郵便番号 : 444-0941[2]（集配局：岡崎郵便局[11]）。